# Hamilton Fish
Hamilton Fish (New York, 1808. augusztus 3. – New York, 1893. szeptember 7.) az Amerikai Egyesült Államok New York államának szenátora. Néhányan az USA legjobb szenátorai közé sorolják.

## Élete
1808. augusztus 3-án született a New York-i Greenwich Village-ben, Nicholas Fish és Elizabeth Stuyvesant gyermekeként. Nevét szülei barátjáról, Alexander Fish-ről kapta. Nicholas Fish (1758-1833) amerikai politikus volt.
Hamilton M. Bancel magániskolájában tanult.